# Columbarium (film)
Pour plus de détails, voir Fiche technique et Distribution.
Columbarium est un film québécois réalisé par Steve Kerr sorti en 2012.

## Synopsis
Deux frères, Mathieu, un financier névrosé, et Simon, un acteur qui rêve de se rendre à Hollywood, se rendent au chalet de leur père à la suite de la mort officiellement accidentelle de ce dernier. Marcel, l'exécuteur testamentaire, leur explique que pour avoir droit à l'héritage, les deux frères doivent rester une semaine sans sortir de la propriété du chalet et sans contacter personne. Durant cette période, ils doivent construire un columbarium qui hébergera les cendres du défunt père.

## Fiche technique
- Titre original : Columbarium
- Réalisation : Steve Kerr
- Scénario : Steve Kerr, d'après une idée originale de Whimz Studio
- Musique (supervision) : Sébastien Lépine
- Direction artistique : Sophie Rémillard
- Décors : Sophie Rémillard
- Costumes : Joanick Giroux
- Maquillage : Mariane Simard
- Photographie : Jean-Philippe Pariseau
- Son : Jérôme Boiteau, Jean-Sébastien Roy
- Montage : Carl D'Amours, Guillaume Gauthier
- Production : Valérie Boucher, Steve Kerr
- Société de production : Valéa Productions
- Sociétés de distribution : FunFilm
- Budget : 0,3 million de dollars[1]
- Pays d'origine :  Canada
- Langue originale : français
- Format : couleur
- Genre : Drame, fantastique et thriller
- Durée : 86 minutes
- Dates de sortie :
  - Canada : 5 août 2012 (première au festival FanTasia)[2]
  - Canada : 9 novembre 2012 (sortie en salle au Québec)
  - Canada : 25 février 2014 (DVD)

## Distribution
- David Boutin : Mathieu Mackenzie
- Maxime Dumontier : Simon Mackenzie
- Pierre Collin : Marcel
- Gilbert Comtois : Joe Mackenzie
- Mylène St-Sauveur : Justine
- Catherine Yale : serveuse
- Janet Lane : Jennifer, l'épouse de Mathieu
- Alicia Kerr : April, la fille de Mathieu
- André Gulluni : le barbu